# こんにちはいばらきわいわいスタジオ
『こんにちはいばらきわいわいスタジオ』は、NHK水戸放送局の地上デジタルテレビジョン放送（JOEP-DTV）で2004年10月4日から2009年3月18日まで放送された地域情報番組。

## 概要
NHK水戸局は、全国で唯一茨城県内に地元に本社を置く民放テレビ局が無かったことから、2004年10月1日、関東NHK初の県域放送を地上デジタルテレビジョン放送で開始。それとともに昼前の情報番組としてスタートした。
通常11:05からは『こんにちはいっと6けん』を放送。これを途中で飛び降りる形で始まり、正午まで放送（途中全国の気象情報を挟んだ）。基本的な内容は県域地デジ放送開始前に県域FM放送でほぼ同時間に放送されていた『fmまるとく茨城』（2004年9月終了）を引き継いだものであった。
タイトルにある「わいわいスタジオ」とは、水戸局1階にある公開スタジオの名称であり、夕方の番組『いばらきわいわいスタジオ』も、このスタジオから放送されている（現在は夕方の公開を取り止め）。わいわいスタジオは水戸局玄関から仕切りが無く、放送中の観覧は自由で気軽に番組見学出来るのが特徴。「まちかど中継」は京成百貨店の正面玄関からの中継が主。
水戸デジタル総合を見られない県民のためにFM放送の番組『FM水戸アップデート』で放送された一部のコーナーを音声のみで再放送。一部コーナーは『いばらきわいわいスタジオ』での再放送も行われた。
しかし、NHK全体の編成見直しもあって、開始から4年半が経過した2009年3月18日を最後に終了した。夕方の『わいスタ』も、首都圏としての情報が欲しいという県民の要望を受けて今日のニュース番組に変貌したという経緯がある。後継番組は『とれたてワイドいばらき』。

## 放送時間
水戸デジタル総合　平日 11:30 - 11:54

### 備考
- 国民の祝日、年末年始は休止。
- ハイビジョン画質の放送でマルチ編成は行わないため、国会中継時、大リーグ中継時、高校野球開催時も休止。
- 特設ニュース放送時は状況により開始時間遅延または放送休止。
- 毎月1日（1月のみ4日）の正午の時報直前の11:59より緊急警報放送の試験信号発射実施のため11:53までの放送。

## キャスター
歴代のキャスターは地域密着を図るため、地元茨城県出身者が充てられた。
神尾和希子（2004年10月4日〜2007年3月9日）
退局後、サッカー観戦好きを活かし、CS放送J SPORTSのサッカー番組リポーターに転身した。
神原千恵（2007年4月3日〜2009年3月18日）

## コーナー
以下は神原担当時点におけるもの。
月曜
まるとく知恵袋
火曜
オススメ茨城クッキング
水曜
いきいき!茨城ライフ
木曜
とことん!!健康
金曜
NHKの窓～あなたの声にこたえます～